# Peter Korhonen
Peter Korhonen, född 25 juli 1960 i Blackeberg, Stockholm, är en svensk trummis. Han är mest känd för att ha spelat i Reeperbahn från 1977 till 1983; han medverkade även på bandets återföreningar 1986 och 2010. Därefter har han spelat med ett stort antal artister i varierande genrer från Di Leva till Sophie Zelmani.
I filmen G – som i gemenskap från 1983 spelar Korhonen trummor i den fiktiva gruppen Nürnberg 47.